# William Spottiswoode
William Spottiswoode FRS (Londres, 11 de janeiro de 1825 — Londres, 27 de junho de 1883) foi um matemático inglês.
Foi presidente da Royal Society no período 1878-1883.

## Publicações
- Elementary Theorems Relating to Determinants (Longman, Brown, Green, and Longman, London, 1851) (Alternate URL)